# بليير
بليير (بالإنجليزية: Belleair)‏ هي مدينة أمريكية تقع في ولاية فلوريدا. تبلغ مساحة هذه المدينة 7.3 (كم²)،ويبلغ عدد سكانها 3869 نسمة حسب إحصاء سنة 2010 م 3869.تشير إحصاءات سنة 2000م بأن الكثافة السكانية في هذه المدينة تقدر بـ(auto) نسمة/كم2 